# 三明の剣
三明の剣（さんみょうのつるぎ）は、平安時代の征夷大将軍としても高名な大納言の坂上田村麻呂をモデルとした田村語り並びに坂上田村麻呂伝説に登場する、立烏帽子が持つとされる3振り剣の総称。初期の御伽草子から登場している。
御伽草子に登場する立烏帽子は大通連・小通連・顕明連の3振りの剣を携えて登場し、この総称が「三明の剣」である。その名称は仏教用語の三明六通に由来するものと考えられている。これら3振りの剣は阿修羅王（もしくは大六天魔王）が日本を魔道に落とそうと考え、天竺摩訶陀国で使いの鬼に与えたと伝える名剣で、1振りすれば1000人の首を、2振りすれば2000人の首を切り落とす。『田村の草子』など立烏帽子が登場する物語後半は巫女の託宣形式を用いて展開され、立烏帽子は鬼道にすぐれた卑弥呼や伊勢の神々に赴いた斎王たちの幻影の上に成立している。斎王たちの幻想を携えて御伽草子に登場した立烏帽子が三明の剣を持つとされた背景には『沙石集』をはじめ中世に流布された第六天の魔王譚（中世神話）の影響がうかがえる。
『田村の草子』の他にも『大織冠』で万戸将軍の大とう連の剣・剣明連の鉾として同系統の名称がうかがえる。

## 御伽草子
14世紀後半ごろに成立した軍記物語『太平記』巻32「直冬上洛事付鬼丸事鬼切事」では鬼切安綱の伝来について、伯耆国の鍛冶・安綱が鍛えて征夷大将軍・田村麻呂に奉納し、田村麻呂は鈴鹿山で鈴鹿御前との剣合わせに使用したが、伊勢神宮に参拝した際に天照大神より夢の中で所望するお告を受けたため奉納したとある。この『太平記』での記述は、のちに酒呑童子の説話を書いた絵巻や絵詞などの諸本にも源頼光が酒呑童子を斬った太刀（童子切安綱）の伝来として引用されたように、御伽草子『鈴鹿の草子（田村の草子）』でも田村丸俊宗と鈴鹿御前が剣合わせをする場面にも影響を与えた。しかし『太平記』の時点では鈴鹿御前が持つとされる剣の名前までは登場していない。
室町時代中期から後期にかけて能『田村』を元にした御伽草子『鈴鹿の草子（田村の草子）』などが成立した。『太平記』での剣合わせの場面が引用され、鈴鹿御前の持つとされる剣の名前が田村語りに登場したと考えられるのはこのころとなる。『鈴鹿の草子（田村の草子）』の諸本は、鈴鹿御前と田村丸俊宗が戦いを経て婚姻し共に鬼退治をする「鈴鹿系」という古写本の系統と、田村丸俊宗の元に天女の鈴鹿御前が天下って婚姻し共に鬼退治をする「田村系」という流布本の系統に分類される。鈴鹿系と田村系では三明の剣を所有する者の来歴が一部異なる。

### 鈴鹿系（古写本系）
古写本の系統に分類される『鈴鹿の草子』や『田村の草子』では、伊勢国鈴鹿山に現れた天の魔焰・立烏帽子（鈴鹿の御前）を討伐するよう宣旨が下った田村丸俊宗将軍は、立烏帽子と剣合わせするも決着がつかず、逆に立烏帽子から自分は女であるがけんみやうれん、大とうれん、小とうれんの3本の剣があるので討たれることはないと言われた。
鈴鹿の御前が25歳で亡くなることを告げる場面では、大とうれんと小とうれんが田村丸俊宗に、けんみやうれんが小りんに渡った。鈴鹿の御前が飛行自在なのはけんみやうれんを朝日にかざせば三千大千世界を眼の前に見れるからだという。
鈴鹿の御前が亡くなったことを嘆いた田村丸俊宗も亡くなるが、鈴鹿の御前を返せと文殊の智剣（大とうれん、小とうれん）で獄卒を相手に狼藉を働いたため、倶生神や閻魔王は非業の死であった田村丸俊宗を生き返らせ、不死の薬を与えた。

### 田村系（流布本系）
流布本の系統に分類される『田村の草子』では、稲瀬五郎坂上俊宗（田村丸俊宗）が鈴鹿山の大嶽丸を鏑矢で射ようとするが天女・鈴鹿御前が制し、この鬼は阿修羅から贈られた大とうれん・小とうれん・けんみょうれんの三本の剣をもっているので無理だという。三本のうち一本は大嶽丸が天竺に持っていって無かったが、二本の剣を鈴鹿御前が色香で騙してとりあげ、大嶽丸を討伐した。しかし大嶽丸が黄泉還って陸奥国霧山に現れたが、俊宗はけんみょう連を取り上げて大嶽丸を討伐し、首を宇治の宝蔵に納めた。
鬼神を討ち果たしたのち天命を悟った鈴鹿御前は、大とうれん・小とうれんを俊宗に贈り、けんみょうれんを娘の小りんに遺したとある。

## 奥浄瑠璃版
奥浄瑠璃『田村三代記』では、立烏帽子討伐に向かった田村丸利仁将軍が先祖代々伝わるそはや丸を投げると立烏帽子は大通連を投げ返した。大通連とそはや丸は中空で渡り合い、そはや丸が鳥となると大通連は鷹となって追い出した。そはや丸が火焔となって吹きかかると大通連は水となってそれを消した。
大通連と小通連は文殊師理菩薩に打たせた通力自在の名剣とされ、顕明連は近江の水海の蛇の尾より取りし剣で別名を双無き剣とも水海剣ともいう。朝日に向かって虚空を三度振れば三千大千世界を目の前に見て通すことが出来るという。立烏帽子が亡くなるときに大通連と小通連は内裏に納めて内侍所の神事宝剣として日本の宝とすること、剣明剣は娘の正林に贈ることを遺言した。
『田村三代記』の末尾には屋代本『平家物語』や『源平盛衰記』の「剱の巻」に相当する部分が挿入される。古態を残す渡辺本『田村三代記』の「つるぎ譚」によると、立烏帽子（鈴鹿御前）の形見として田村に託された大通連・小通連が田村丸に暇乞いをして天に登り、3つの黒金となったものを箱根の小鍛冶に打たせたものがあざ丸・しし丸・友切丸の3つの剣であり、そはやの剱は毘沙門堂に納め置いた。古年刀である友切丸は八幡殿に申し下ろして源氏の宝となる。